# Lazarevo
Lazarevo (Servisch: Лазарево) is een plaats in de Servische gemeente Zrenjanin. Lazarevo telt 3308 inwoners (2002).
Rond 1800 vestigden zich Duitse emigranten in het gebied. Het was de derde nederzetting. naast Ečka en Jankov Most, in het gebied van János Lázár de Écska, de zoon van Lukács Lázár. Het dorp werd naar hem vernoemd als Lazarevo (Лазарево) in het Servisch, Lazarevo in het Kroatisch, Lázárföld in het Hongaars en Lazarfeld in het Duits. Na de Tweede Wereldoorlog werd het dorp bevolkt door families van oud-strijders uit Bosnië en Herzegovina. 
Landbouw is de voornaamste activiteit rond het dorp. Er is een basisschool en sinds 1998 een Servisch-orthodoxe Kerk. Er is een sportclub Zadrugar waar een viertal sporten, waaronder voetbal, beoefend wordt. Op 26 mei 2011 werd Ratko Mladić in het dorp gearresteerd waar hij onder de naam Milorad Komadic leefde.

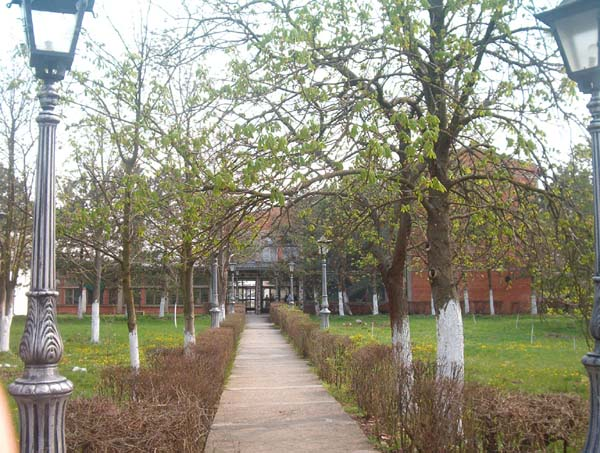
Lazarevo

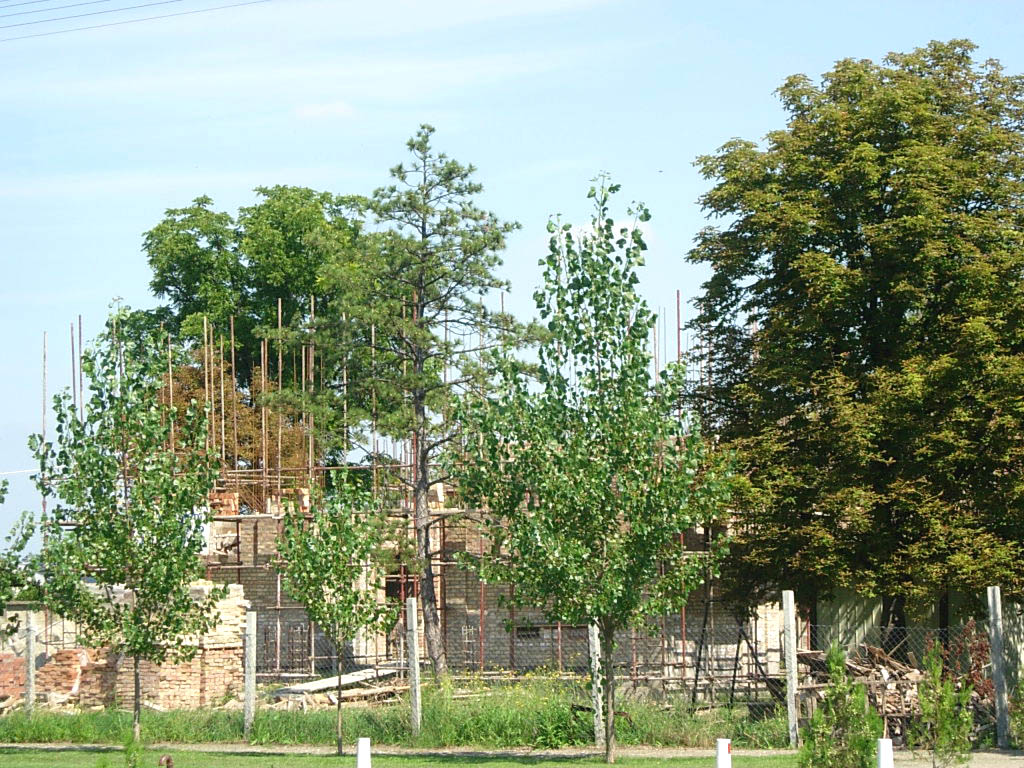
De Servisch Orthodoxe kerk in aanbouw

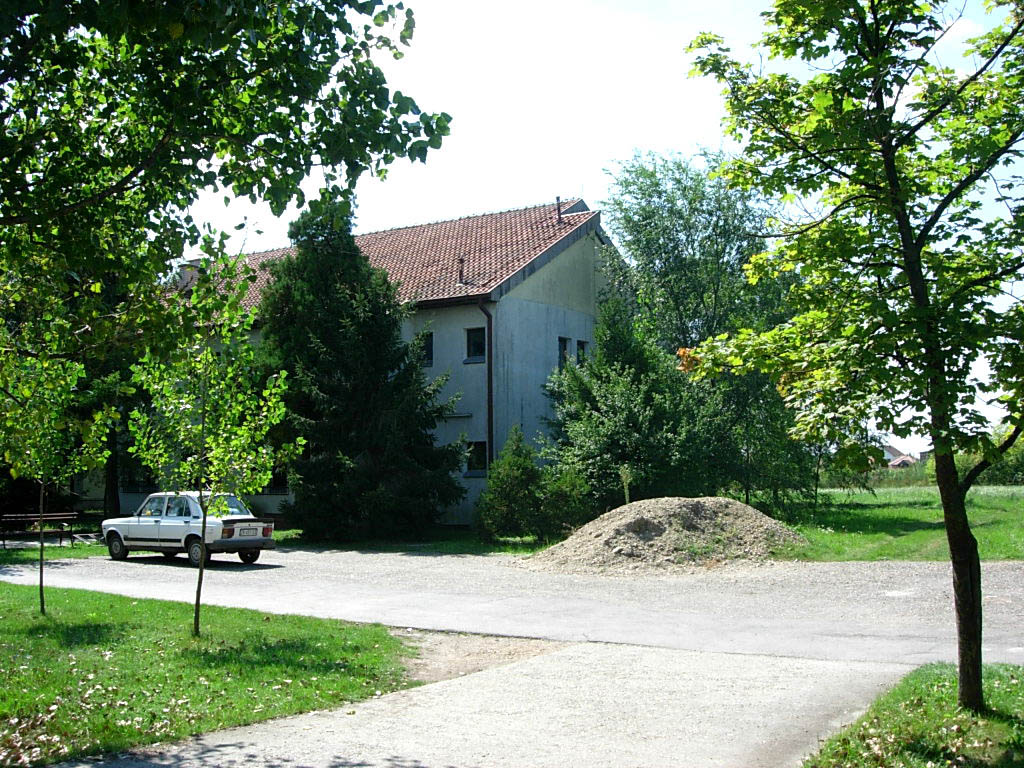
Gezondheidscentrum gebouwd op de resten van de voormalige Katholieke kerk